# The Simple Life (film 1912 Pathé)
The Simple Life è un cortometraggio muto del 1912. Il nome del regista non viene riportato nei credit del film che ha come interpreti Gwendolyn Pates e Joseph Levering.

## Produzione
Il film fu prodotto dalla Pathé Frères.

## Distribuzione
Distribuito dallA General Film Company, il film - un cortometraggio di una bobina - uscì nelle sale cinematografiche USA il 23 ottobre 1912. Qualche giorno prima era uscito un The Simple Life prodotto dalla Majestic Motion Picture Company.